# معاهدة بروكسل
معاهدة بروكسل تم توقيعها في 17 مارس 1948 بين بلجيكا، فرنسا، لوكسمبورغ، هولندا والمملكة المتحدة، باعتبارها امتداداً لمعاهدة الدفاع في السنة السابقة «معاهدة دونكيرك» الموقعة بين بريطانيا وفرنسا. وحيث أن معاهدة بروكسل تتضمن بند الدفاع المشترك فقد وفرت الأساس الذي تأسس عليه مؤتمر باريس 1954 اتحاد أوروبا الغربية (WEU). أنهيت في 31 مارس 2010.

## الخلفية
وكان الهدف من معاهدة لتوفير أوروبا الغربية مع حصنا ضد التهديد الشيوعي وتحقيق الأمن الجماعي أكبر. وكان حلف فقرات ثقافية واجتماعية، والمفاهيم لإنشاء ل«مجلس الشورى». وكان أساس هذا أن التعاون بين الدول الغربية من شأنه أن يساعد في وقف انتشار الشيوعية [بحاجة لمصدر].
لأنه كان محاولة نحو التعاون الأمني بعد الحرب الأوروبية، كان حلف بروكسل تمهيدا لالناتو وعلى غرار ذلك، بمعنى أن وعدت الدفاع المشترك الأوروبي. ومع ذلك، فإنه يختلف اختلافا كبيرا من حلف شمال الاطلسي في أنه يتوخى اتفاقا للدفاع المشترك الأوروبي purely في المقام الأول ضد ألمانيا، في حين تولى حلف شمال الاطلسي في تشكيل العام المقبل، على الاعتراف بأن أوروبا كانت مقسمة حتما إلى كتلتين معارضة (الغربي وشيوعية)، أن الاتحاد السوفيتي يمثل تهديدا أكبر بكثير من احتمال وجود ألمانيا طالبان، والتي من شأنها أن الدفاع المشترك أوروبا الغربية يجب أن تكون أطلسية (أي بما في ذلك أمريكا الشمالية).
في سبتمبر 1948، قررت الأطراف في معاهدة بروكسل لإنشاء وكالة عسكرية تحت اسم منظمة ويسترن يونيون الدفاع. وتألفت لجنة الدفاع WU على مستوى رئيس مجلس الوزراء، وWU المشتركة رؤساء لجنة الموظفين، بما في ذلك جميع رؤساء الوطني للموظفين، والتي من شأنها أن توجه المنظمة المنطوق. <المرجع> شون مالوني، "لتأمين قيادة البحار، 'جامعة نيو برونزويك أطروحة 1991، p. 95-97 والرب إيسمي]، الناتو: السنوات الخمس الأولى </المرجع>
مشير (رتبة عسكرية) برنارد مونتغمري (UK) تم تعيين رئيس دائم في البرية والبحرية والقادة في لجان الهواء، ومقره في فونتينبلو، فرنسا. وكان قادة للقوات المسلحة رشح العامة جان دي اتر دي Tassigny (فرنسا) C-في-C، القوات البرية، قائد القوات الجوية المارشال السير جيمس روب (UK) كما C-في-C، القوات الجوية، ونائب الأدميرال روبرت Jaujard (فرنسا) لصالح القوات البحرية، وموظف العلم أوروبا الغربية <المرجع> الناتو المحفوظات، [HTTP: //www.nato.int/archives/1st5years/chapters/1.htm السنوات الخمس الأولى] و وويسترن يونيون وتنظيم دفاعها، RUSI جورنال، 1993 (طبع 1948-9) </المرجع> المجلد 3 من نايجل هاملتون  الحياة من مونتغمري العلمين  يعطي وصفا جيدا للخلافات بين مونتغمري ودي اتر التي تسبب الكثير من سوء الشعور في المقر.
في محاولة لتجنب الحاجة لإعادة تسليح ألمانيا الغربية، على معاهدة تهدف إلى إنشاء اتحاد الدفاع الأوروبي وقعها ستة الجماعة الأوروبية للفحم والصلب أعضاء مايو 1952 لكنها فشلت عندما رفض من قبل الوطنية الفرنسية في أغسطس عام 1954. وأدى هذا الرفض الجمعية إلى لندن وباريس المؤتمرات في سبتمبر وأكتوبر، مع الاستنتاج الذي تم تعديله هو معاهدة بروكسل بالبروتوكول الموقع في باريس في 23 تشرين الأول عام 1954، والتي أضافت ألمانيا الغربية وإيطاليا لمنظمة الدفاع ويسترن يونيون. في هذه المناسبة أعيدت تسميته اتحاد أوروبا الغربية.